# Pingus

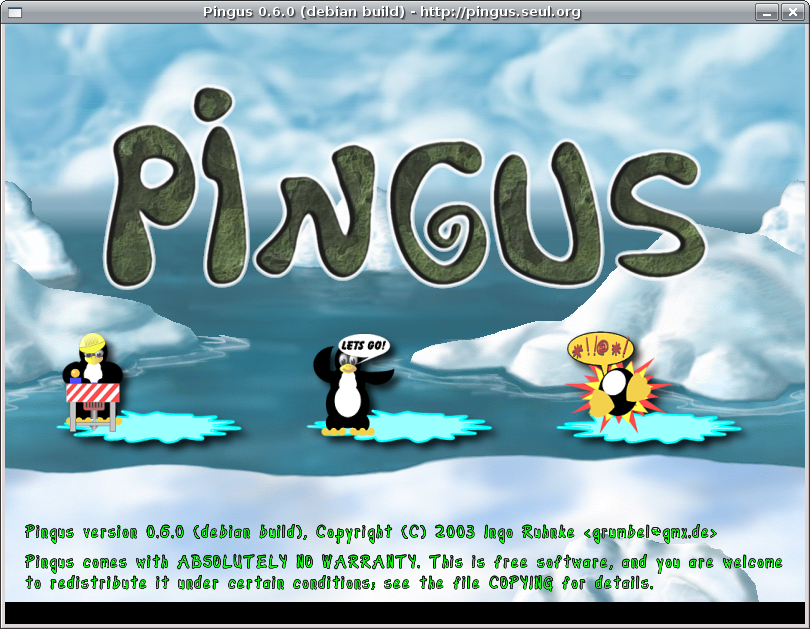
Pingus v 0.6

Pingus é um jogo de computador, de código aberto, inspirado no Lemmings e criado por Ingo Ruhnke. Caracteriza pinguins em vez de lemmings, deliberadamente concebido que se assemelham ao Tux, o mascote do Linux (embora o autor tenha afirmado que não são efectivamente os pinguins Tux).
Os trabalhos sobre o jogo começaram em 1998.
Em 2006 é lançada a versão 0.6 com 77 níveis acessíveis a partir da interface gráfica. Um editor de níveis está incluso no pacote, e existem níveis incluídos com o jogo que não eram acessíveis a partir da interface gráfica.
A versão 0.7.2 foi lançada em 31 de janeiro de 2007 e possuía 8 novos níveis com temática relativa ao Halloween, juntamente com numerosas pequenas correções de problemas do software.